# Maison des Grandes-Écoles (La Rochelle)
La maison des Grandes-Écoles, puis hôtel Durand de la Vaux-Martin, bâtie au XVIe siècle, est située 19-21 rue Bazoges à La Rochelle, en France. L'immeuble a été classé au titre des monuments historiques en 1924.

## Historique
En 1504, deux maisons contigües occupant une partie de l'emplacement de l'hôtel d'Huré, propriété de la famille de l'ancien maire Jehan Mérichon, sont acquises par le corps de ville pour y fonder les Grandes-Écoles.
En 1647, après que le collège ce soit déplacé dans les bâtiments de l'actuel Collège Eugène Fromentin, le principal des immeubles est repris par le couvent voisin. 
À la fin du XVIIe siècle, il devient l'hôtel particulier de la famille Durand de Lavaumartin, dont on retrouve les armoiries sculptées sur une porte de la cour. 
Sous la Révolution, il est vendu comme bien national. 
Le bâtiment est classé au titre des monuments historiques par arrêté du 27 mai 1924.

## Architecture

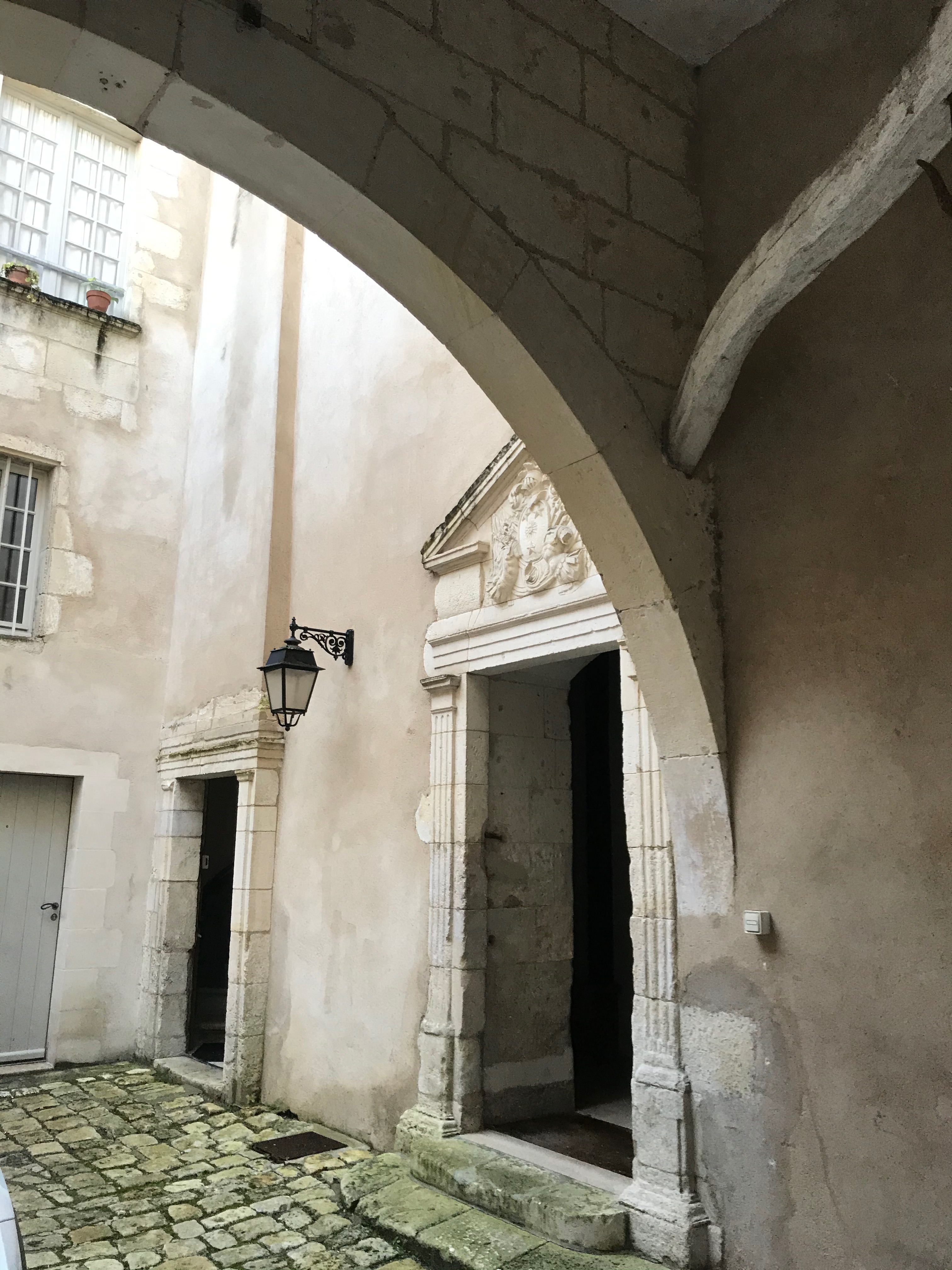